# Rosario de Mora
Rosario de Mora è un comune del dipartimento di San Salvador, in El Salvador.